# 1794 en musique classique
| \| • Retour à la chronologie générale de la musique classique • \| |
| Grèce • Rome • Haut Moyen Âge • VIIIe siècle • IXe siècle • Xe siècle • XIe siècle XIIe siècle • XIIIe siècle • XIVe siècle • XVe siècle • XVIe siècle • XVIIe siècle XVIIIe siècle • XIXe siècle • XXe siècle • XXIe siècle |
| • Retour à la chronologie générale de la musique classique • |

| Années en musique classique : 1791 - 1792 - 1793 - 1794 - 1795 - 1796 - 1797    |
| Décennies en musique classique : 1760 - 1770 - 1780 - 1790 - 1800 - 1810 - 1820 |

## Événements
- 13 janvier : Paul et Virginie, opéra de Jean-François Lesueur, créé à la salle Favart (Paris).
- 26 février : Le Congrès des rois, opéra-comique  est créé au théâtre de l'Opéra-Comique national, rue Favart.
- Février-mars: série des concerts Salomon à Londres, au cours desquels Joseph Haydn crée ses 99e, 100e et 101e symphonies.
- 8 juin : François-Joseph Gossec produit son Hymne à l'Être suprême à Paris.
- 14 juillet : Le Chant du départ, de Méhul.
- 26 août : Le astuzie femminili, dramma giocoso de Domenico Cimarosa, créé à Naples.
- 1er septembre : Alzira, opéra de Niccolò Zingarelli, créé à Florence.
- 2 septembre :  La Rosière républicaine, opéra-comique de Grétry, créé à Paris.
- Johann Christoph Friedrich Bach compose sa 20e symphonie.

## Naissances

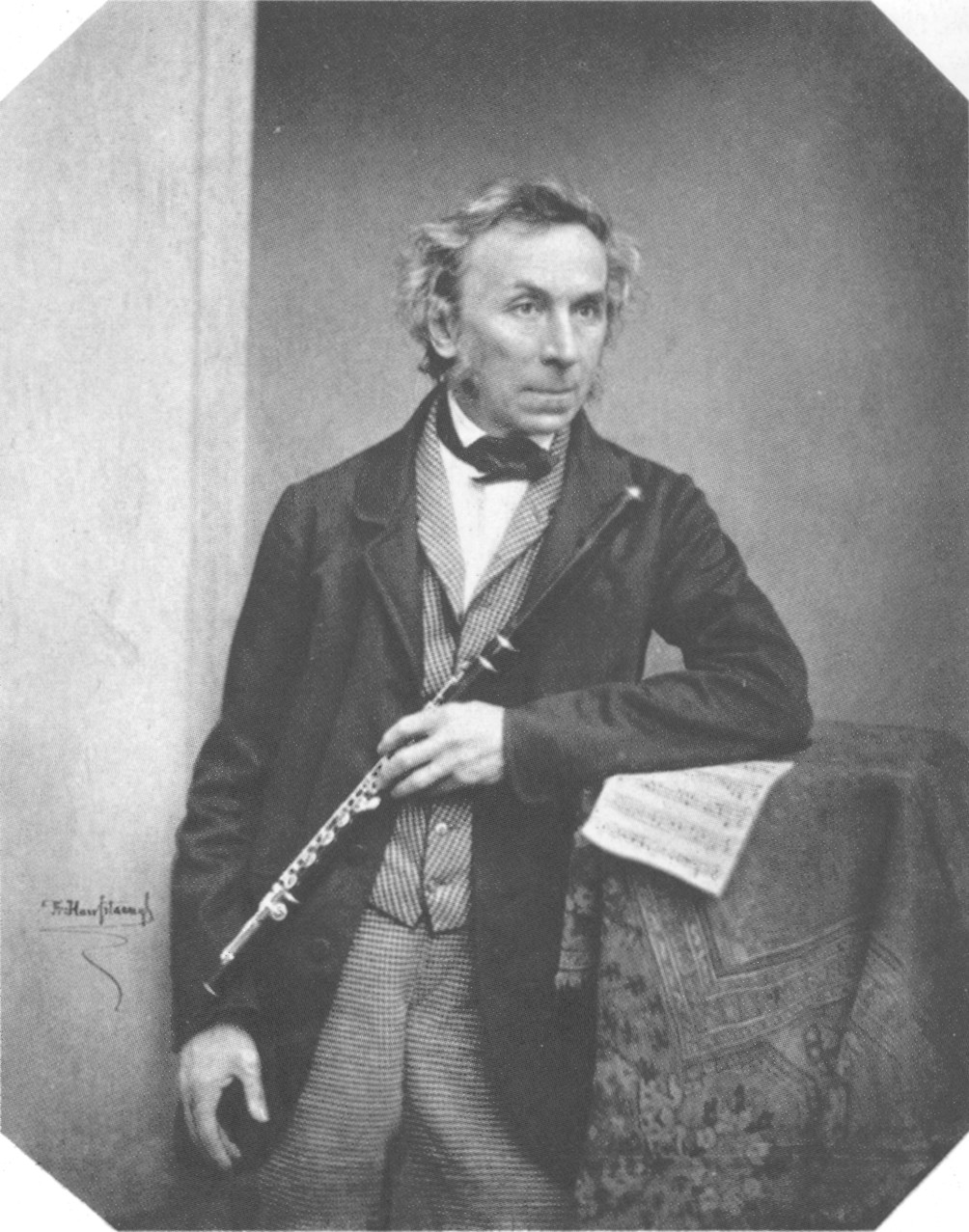
Theobald Boehm

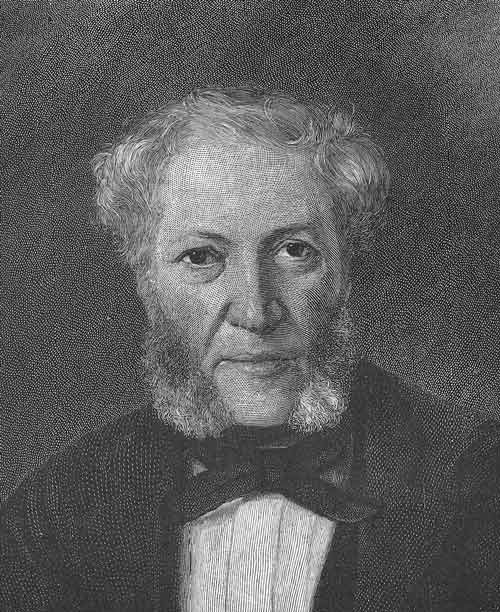
Ignaz Moscheles

- 8 mars : Olive-Charlier Vaslin, violoncelliste et pédagogue français († 18 juillet 1889).
- 7 avril : Giovanni Rubini, ténor italien († 3 mars 1854).
- 9 avril : 
  - Theobald Boehm, facteur d’instruments de musique allemand († 25 novembre 1881).
  - Aristide Farrenc, flûtiste et éditeur de musique français († 31 janvier 1865).
- 17 avril : Frédéric Berr, clarinettiste et compositeur allemand († 24 septembre 1838).
- 6 mai : Carl Arnold, compositeur norvégien († 11 novembre 1873).
- 19 mai : Bartolomeo Merelli, directeur de théâtre et librettiste italien († 5 avril 1879).
- 23 mai : Ignaz Moscheles, compositeur et pianiste tchèque († 10 mars 1870).
- 14 juin : Girolamo Salieri, clarinettiste et  compositeur italien († 3 mars 1864).
- 4 août : Josef Proksch, pianiste et pédagogue tchèque († 20 décembre 1864).
- 10 septembre : François Benoist, organiste et compositeur français († 6 mai 1878).
- 13 octobre : Anselm Hüttenbrenner, compositeur et critique musical autrichien († 5 juin 1868).
- 18 octobre : Ferdinand Schubert, compositeur et organiste autrichien († 26 février 1859).
- 6 décembre : Luigi Lablache, basse d'opéra franco-italien († 23 janvier 1858).
- 14 décembre : Carl Augustin Grenser, flûtiste allemand et un historien de la musique († 26 mai 1864).

## Décès

Marie Fel

- 2 février : Marie Fel, cantatrice française (° 24 octobre 1713).
- 6 mai : Jean-Jacques Beauvarlet Charpentier, claveciniste, organiste et compositeur français (° 28 juin 1734).
- 2 juillet : František Xaver Pokorný, compositeur et violoniste tchèque (° 20 décembre 1729).
- 13 juillet : Josse-François-Joseph Benaut, organiste, claveciniste et compositeur belge (° 30 septembre 1741).
- 17 juillet : Jean-Frédéric Edelmann, claveciniste, pianiste et compositeur français (° 5 mai 1749).
- 22 juillet : Jean-Benjamin de La Borde, compositeur français (° 5 septembre 1734).
- 11 août :
  - Claude-Jean-François Despréaux, musicien et révolutionnaire français.
  - Jakob Friedrich Kleinknecht, compositeur et maître de chapelle allemand (° 8 avril 1722).
- 25 août : Leopold August Abel, violoniste et compositeur allemand (° 1717).

Date indéterminée
- Lazare Rameau, musicien français (° 1757).